# PC-Tips & Tricks
PC-Tips & Tricks är en tidning för PC-användare. Den innehåller tips och skolor i Windows och i de vanligaste programmen. Enligt egen uppgift har de en upplaga på 37 000 wx och utkommer med åtta nummer per år.